# Point de Lanz
 (janvier 2022).
Si vous disposez d'ouvrages ou d'articles de référence ou si vous connaissez des sites web de qualité traitant du thème abordé ici, merci de compléter l'article en donnant les références utiles à sa vérifiabilité et en les liant à la section « Notes et références ».
Le point de Lanz, du nom du chirurgien qui l'a décrit Otto Lanz, est un point anatomique situé sur le tiers externe droit de la ligne reliant les deux épines iliaques antéro-supérieures. 
Ce point constitue l'une des variations topographiques de l'appendice vermiforme.